# Hakan Ünsal
Hakan Ünsal, né le 14 mai 1973 à Sinop (Turquie), est un footballeur international turc, qui évoluait au poste d'arrière ou de milieu gauche du début des années 1990 au milieu des années 2000. 

## Carrière

### En club
Il passe l'essentiel de sa carrière en club au Galatasaray SK avec qui il remporte quatre championnats de Turquie, trois coupes de Turquie ainsi que la coupe de l'UEFA et la supercoupe de l'UEFA en 2000. Lors de cette dernière, il est l'auteur d'un sprint remarquable qu'Iván Campo interrompt dans la surface de réparation du Real Madrid concédant ainsi un penalty sur lequel Galatasaray ouvre la marque.

### En sélection
Comptant 47 sélections en équipe de Turquie entre 1996 et 2004, il réalise avec cette dernière la meilleure performance de son histoire à l'Euro (avant la demi-finale de 2008) en franchissant le cap du premier tour en 2000 et en Coupe du monde en se hissant à la troisième place du podium en 2002.

## Statistiques détaillées
| Saison    | Club                 | Total  | Total | Championnat    | Championnat | Championnat | Coupe d'Europe | Coupe d'Europe | Coupe d'Europe | Coupes Nationales | Coupes Nationales |
| Saison    | Club                 | Matchs | Buts  | Division       | Matchs      | Buts        | Type           | Matchs         | Buts           | Matchs            | Buts              |
| --------- | -------------------- | ------ | ----- | -------------- | ----------- | ----------- | -------------- | -------------- | -------------- | ----------------- | ----------------- |
| 1993-1994 | Kardemir Karabükspor | 28     | 3     | Süperlig       | 26          | 2           | -              | -              | -              | 2                 | 1                 |
| 1994-1995 | Galatasaray SK       | 16     | 1     | Süperlig       | 12          | -           | C1             | ?              | ?              | 4                 | 1                 |
| 1995-1996 | Galatasaray SK       | 34     | 2     | Süperlig       | 28          | 1           | C3             | ?              | ?              | 6                 | 1                 |
| 1996-1997 | Galatasaray SK       | 32     | 3     | Süperlig       | 29          | 2           | C2             | ?              | ?              | 3                 | 1                 |
| 1997-1998 | Galatasaray SK       | 33     | 3     | Süperlig       | 27          | 3           | C1             | ?              | ?              | 6                 | -                 |
| 1998-1999 | Galatasaray SK       | 38     | 3     | Süperlig       | 31          | 3           | C1             | ?              | ?              | 7                 | -                 |
| 1999-2000 | Galatasaray SK       | 17     | 2     | Süperlig       | 16          | 1           | C1 + C3        | ?              | ?              | 1                 | 1                 |
| 2000-2001 | Galatasaray SK       | 20     | 1     | Süperlig       | 15          | 1           | C1             | 2              | -              | 3                 | -                 |
| 2001-2002 | Galatasaray SK       | 14     | 0     | Süperlig       | 8           | -           | C1             | 6              | -              | -                 | -                 |
| 2001-2002 | Blackburn Rovers FC  | 8      | 0     | Premier League | 8           | -           | -              | -              | -              | -                 | -                 |
| 2002-2003 | Galatasaray SK       | 33     | 2     | Süperlig       | 24          | 1           | C1             | 6              | -              | 3                 | 1                 |
| 2003-2004 | Galatasaray SK       | 18     | 0     | Süperlig       | 14          | -           | C1 + C3        | 4              | -              | -                 | -                 |
| 2004-2005 | Galatasaray SK       | 17     | 1     | Süperlig       | 15          | -           | C3             | -              | -              | 2                 | 1                 |
| 1993-2005 | Total                | 308    | 21    | -              | 253         | 14          | -              | 18             | 0              | 37                | 7                 |

## Palmarès

### En club
| Galatasaray SK - Coupe du Premier ministre (en) - Vainqueur en 1995 (tr) - Coupe de Turquie - Vainqueur en 1996 (en), 1999 (en) et 2000 (en) - Coupe du Président - Vainqueur en 1996 (tr) et 1997 (tr) - Championnat de Turquie - Champion en 1997, 1998, 1999 et 2000 - Coupe de l'UEFA - Vainqueur en 2000 - Supercoupe de l'UEFA - Vainqueur en 2000 |

### En sélection
| Turquie - Coupe du monde - Troisième en 2002 |